# BRAT
BRAT ([bræt], чит. «Брэт», в пер. с амер. англ. «сын полка»; бэкр. от Background Radiation, Anti-Tank, в пер. «фоновое излучение, противотанковый») — американский опытный противотанковый ракетный комплекс с беспроводной системой наведения, реализовавшей принцип подсветки цели радиоизлучением и наведения ракеты на контур облучаемого силуэта цели в поперечнике продуцируемого станцией подсветки луча. Работы по комплексу не вышли за пределы стадии НИОКР в рамках компании-разработчика.

## История
В июле 1959 года Управление ракетного вооружения Армии США инициировало программу разработки тяжёлого штурмового оружия средней дальности (Medium-Range Heavy Assault Weapon). В сентябре того же года, Управление начальника научно-исследовательской работы заявило отказ в проведении данной программы, мотивируя это тем, что необходимости в такого рода оружии на данном этапе нет. Тем не менее, в компании «Макдоннелл», приближенной к влиятельным кругам в военно-политическом руководстве, уже приступили к созданию указанного образца вооружения получившего заводской индекс «модель 146-А» (Model 146A), и вскоре разработали систему наведения с использованием V-образного луча (V-shaped beam) для подсветки цели. За сходство двух расходящихся прямых лучей с нижними конечностями человека указанная конфигурация лучей называлась «ногами» (legs). Данная технология, как и весь комплекс в целом были запатентованы, заявка на них была подана 24 августа 1959 года, патент получен 10 апреля 1962 года (патент № 3,028,807).
Аббревиатура «Брэт» скорее отражала сущность системы наведения, комплекс для звучности решено было именовать «Сайдкик» (Sidekick), но впоследствии это название закрепилось за второй моделью указанного комплекса, который был связан с исходником только своим названием. В начале 1960-х гг. начались заводские испытания комплекса. К 1962 году он уже был в достаточной степени проработан и испытан (в пределах предприятия-изготовителя).
|             |             |             |             |             |             |  |  |                     |                     |                     |                     |                     |                     |  |  | HAW (1964) | HAW (1964) | HAW (1964) | HAW (1964) | HAW (1964) | HAW (1964) |  |  |               |               |               |               |                     |               |               |  | AHAMS (1978)     | AHAMS (1978)     | AHAMS (1978)     | AHAMS (1978)     | AHAMS (1978)     | AHAMS (1978)     |  |  |                   |                   |                   |                   |                   |                   |
|             |             |             |             |             |             |  |  |                     |                     |                     |                     |                     |                     |  |  | HAW (1964) | HAW (1964) | HAW (1964) | HAW (1964) | HAW (1964) | HAW (1964) |  |  |               |               |               |               |                     |               |               |  | AHAMS (1978)     | AHAMS (1978)     | AHAMS (1978)     | AHAMS (1978)     | AHAMS (1978)     | AHAMS (1978)     |  |  |                   |                   |                   |                   |                   |                   |
| BRAT (1959) | BRAT (1959) | BRAT (1959) | BRAT (1959) | BRAT (1959) | BRAT (1959) |  |  | Tow Sidekick (1961) | Tow Sidekick (1961) | Tow Sidekick (1961) | Tow Sidekick (1961) | Tow Sidekick (1961) | Tow Sidekick (1961) |  |  | MAW (1964) | MAW (1964) | MAW (1964) | MAW (1964) | MAW (1964) | MAW (1964) |  |  | Dragon (1967) | Dragon (1967) | Dragon (1967) | Dragon (1967) | Dragon (1967)       | Dragon (1967) |               |  | Dragon II (1980) | Dragon II (1980) | Dragon II (1980) | Dragon II (1980) | Dragon II (1980) | Dragon II (1980) |  |  | Dragon III (1989) | Dragon III (1989) | Dragon III (1989) | Dragon III (1989) | Dragon III (1989) | Dragon III (1989) |
| BRAT (1959) | BRAT (1959) | BRAT (1959) | BRAT (1959) | BRAT (1959) | BRAT (1959) |  |  | Tow Sidekick (1961) | Tow Sidekick (1961) | Tow Sidekick (1961) | Tow Sidekick (1961) | Tow Sidekick (1961) | Tow Sidekick (1961) |  |  | MAW (1964) | MAW (1964) | MAW (1964) | MAW (1964) | MAW (1964) | MAW (1964) |  |  | Dragon (1967) | Dragon (1967) | Dragon (1967) | Dragon (1967) | Dragon (1967)       | Dragon (1967) |               |  | Dragon II (1980) | Dragon II (1980) | Dragon II (1980) | Dragon II (1980) | Dragon II (1980) | Dragon II (1980) |  |  | Dragon III (1989) | Dragon III (1989) | Dragon III (1989) | Dragon III (1989) | Dragon III (1989) | Dragon III (1989) |
|             |             |             |             |             |             |  |  |                     |                     |                     |                     |                     |                     |  |  |            |            |            |            |            |            |  |  |               |               |               |               | Tank Breaker (1978) |               |               |  |                  |                  |                  |                  |                  |                  |  |  |                   |                   |                   |                   |                   |                   |
|             |             |             |             |             |             |  |  |                     |                     |                     |                     |                     |                     |  |  |            |            |            |            |            |            |  |  |               |               |               |               |                     |               |               |  |                  |                  |                  |                  |                  |                  |  |  |                   |                   |                   |                   |                   |                   |
|             |             |             |             |             |             |  |  |                     |                     |                     |                     |                     |                     |  |  |            |            |            |            |            |            |  |  |               |               |               |               |                     |               | IMAAWS (1981) |  |                  |                  |                  |                  |                  |                  |  |  |                   |                   |                   |                   |                   |                   |
|             |             |             |             |             |             |  |  |                     |                     |                     |                     |                     |                     |  |  |            |            |            |            |            |            |  |  |               |               |               |               |                     |               |               |  |                  |                  |                  |                  |                  |                  |  |  |                   |                   |                   |                   |                   |                   |
|             |             |             |             |             |             |  |  |                     |                     |                     |                     |                     |                     |  |  |            |            |            |            |            |            |  |  |               |               |               |               |                     |               |               |  | SMAW (1983)      |                  |                  |                  |                  |                  |  |  |                   |                   |                   |                   |                   |                   |
|             |             |             |             |             |             |  |  |                     |                     |                     |                     |                     |                     |  |  |            |            |            |            |            |            |  |  |               |               |               |               |                     |               |               |  |                  |                  |                  |                  |                  |                  |  |  |                   |                   |                   |                   |                   |                   |

Поскольку в от претендентов на перевооружение сухопутных войск ракетами требовали создания помехоустойчивых комплексов (кроме того, это было обусловлено повсеместным их использованием союзниками по НАТО), в «Макдоннелл» сконцентрировали усилия конструкторов на разработке опытных прототипов с управлением ракетой по проводам, которые и получили дальнейшее развитие в двух производных от «Брэт», — второй и третьей модификации. По сути дела, три варианта комплекса являются тремя разными образцами вооружения, объединёнными лишь общим названием, причём первый и второй отличаются в плане системы наведения, второй и третий по категории мобильности. Впоследствии, непрерывно развивающийся задел отэволюционировал до принятого в итоге на вооружение ПТРК «Дракон» и его многочисленных модификаций. И хотя системы наведения и принципы работы у «Брэта» и «Дракона» были совершенно разными, в компании настаивали на преемственности между исходным и конечным звеньями в цепочке военных разработок компании в сфере управляемого противотанкового оружия пехоты.

## Устройство и принцип работы
Исходный «Сайдкик» или заводской индекс изготовителя «модель 146-А» имел беспроводную систему наведения (радионаведения) с одновременной подсветкой цели и ракеты в полёте. Комплекс имел богатый конструкторский задел для экспериментов и в исходном предложенном виде не отличался особой эргономичностью, включал в себя станок-треногу внешне напоминающий собой нечто среднее между пулемётным станком и буссолью с узлами крепления станции подсветки/передачи команд и пусковой трубы с ракетой. Вышибного заряда или выталкивающего двигателя предусмотрено не было, ракетный двигатель начинал работу прямо в пусковой трубе (по всей видимости, интенсивность горения возрастала в геометрической прогрессии по мере удаления ракеты от точки запуска, поскольку в ином случае оператор был подвержен разлёту реактивной струи). Ракета имела в центральной части восемь отверстий просверленных по окружности (их число могло быть увеличено до 128 в случае использования в качестве двигателя не цельно спрессованного топливного брикета, а двигателя с шестнадцатью расположенными в ряд округлыми топливными элементами последовательного воспламенения) и выполнявших функцию газовых рулей в системе управления вектором тяги (УВТ), а в хвостовой части перед раструбом восемь прямоугольных стабилизаторов с капсулами обтекаемой формы на концах, в каждой капсуле — обращённый назад (в направлении станции передачи команд) детектор излучения с оптическими линзами внутри и преобразователем сигнала. Рабочий материал детектора и линз, а равно их форма и конфигурация зависели от того, какой тип излучения генерировался станцией передачи команд. Разработчиками были предложены три варианта — инфракрасное, электромагнитное, радиоизлучение или иное (радиоизлучение было избрано как наиболее простое для приборной реализации). Форма лучей, генерируемых станцией передачи команд, была V-образной, но разработчики заложили возможность выбора других форм в случае возникновения таковой необходимости. По их подсчётам, длина расходящихся прямых лучей в поперечнике не должна была существенно сказаться на точности наведения. Система УВТ подчинялась сигналам с детекторов излучения, которые через преобразователь передавались в виде электрического импульса на заслонку сопряжённого газового руля. Оператор, приложившись к наглазнику телескопического прицела, направлял V-образную марку прицела на видимый силуэт цели, остриём в его основание (так, чтобы промежуток между двумя расходящимися прямыми, образующими «V», совпадал с центром видимого силуэта цели), ракета ведомая излучением доворачивалась в полёте туда же, но всегда ориентировалась в указанный промежуток, «подпрыгивая» в полёте внутри «V» между расходящимися прямыми как мячик на пинбольном столе. Образуемый лучами коридор полёта ракеты по форме представлял собой треугольную призму, основаниями которой являлись станция передачи команд с одной стороны и подсвечиваемая ей цель с другой.